# Trdnjava Nardaran
Trdnjava Nardaran (azerbajdžansko Nardaran qalası) je zgodovinski in arhitekturni spomenik, ki stoji v naselju Nardaran v okrožju Sabunçu v Bakuju. Ministrstvo za kulturo in turizem Azerbajdžanske republike je trdnjavo registriralo kot spomenik svetovnega pomena. Leta 2001 je bila trdnjava Nardaran skupaj z drugimi kaspijskimi obrambnimi strukturami vključena na Unescov poskusni seznam.
Dva napisa na pročelju trdnjavskega stolpa kažeta, da je stavbo leta 1301 zgradil arhitekt Mahmud ibn Sa'd. Ta arhitekt je načrtoval in zgradil tudi mošejo Bibi-Hejbat v zalivu Baku in mošejo Mola Ahmad v notranjem mestu (Ičeri Šeher), ki je bila zgrajena leta 1300 in nosi tudi arhitektovo ime na svojem napisu.
Trdnjava Nardaran je sestavljena iz trdnjavskega obzidja, ki obdaja dvorišče kvadratne oblike in valjastega stolpa, ki stoji v središču dvorišča. Pri gradnji trdnjave je bil uporabljen lokalni kamen.

## Zgodovina
Dva napisa na pročelju trdnjavskega stolpa kažeta, da je stavbo zgradil arhitekt Mahmud ibn Sad (ali Mahmud ibn Said) v letu 700 po hidžri (1301 n. št.).
Večji napis, ki je na višini drugega nadstropja nad vhodom v stolp, pravi:
»V imenu vsemusmiljenega Alaha! Mati … Barikat … je ukazala zgraditi to zgradbo z lastnimi sredstvi in dirhami za gledanje na Allaha, da bi mu ugodila in si zaslužila vse njegove nagrade. Na dan ramazana 700. leta".
Manjši napis, ki je nekoliko nad prvim in na vzhodni strani, pravi: »Delo Mahmuda, Sa'dovega sina«.

## Arhitekturne značilnosti
Trdnjava Nardaran je sestavljena iz trdnjavskega obzidja, ki obdaja dvorišče kvadratne oblike in valjastega stolpa, ki sta v središču dvorišča. Obzidje, ki obdaja dvorišče, je visoko 6 metrov in je na vseh štirih straneh okrepljeno z bastijonskimi stolpi. Osrednji stolp na dvorišču je visok 12,5 metra. Pri gradnji trdnjave je bil uporabljen lokalni kamen.
Cilindrična oblika, razdelitev na tri nivoje s kamnitimi kupolami na vrhu, dvignjen vhod v drugi nivo in druge značilnosti naredijo osrednji stolp trdnjave Nardaran podoben osrednjemu stolpu okrogle trdnjave Mardakan. Kljub tem podobnostim ima donžon trdnjave Nardaran tudi posebne značilnosti: na primer, za razliko od drugih trdnjav v Abšeronu, se stene donžona Nardaran ne nagibajo navznoter, ko se dvigajo, ampak ohranjajo svojo ravno obliko. Poleg tega je donžon trdnjave Nardaran, za razliko od donžona okrogle trdnjave Mardakan, zgrajen iz navadnih klesanih kamnov brez okrasnih elementov.